# Карабалин, Сагызбай
Сагызбай Карабалин (каз. Сағызбай Қарабалин; 12.10.1954)  — советский и казахский актёр, театральный режиссёр, Заслуженный артист Казахской ССР (1987).

## Биография
Родился 12 октября 1954 года в селе Сагыз Кызылкогинского района Атырауской области.
С 1973 по 1978 год учился актерскому мастерству в Высшем театральном училище имени М.С. Щепкина. Окончил Кыргызский Государственный Институт Искусств им. Б. Бейшеналиевой по специальности драматический режиссер (2010).

## Трудовая деятельность
• 1971–1973 — актер Казахского государственного театра кукол Республики Казахстан
• 1978-1997 — актер, режиссёр-постановщик Тургайского областного музыкально-драматического театра им. С. Кожамкулова
• 1997-2004 — режиссёр-постановщик Атырауского областного казахского драматического театра имени Махамбета
• С 2004 г. — актер Казахского государственного академического театра для детей и юношества имени Габита Мусрепова

## Режиссерские работы
1. С. Балгабаев «Ең әдемі келіншек»
2. А. Сейдибеков «Қош бол, Ардағым!»
3. Д. Исабеков «Сестра»
4. Б. Коркытов «Жарайсың бажа»
5. Т. Нурмагамбетов «Үш әйел алған еркек»
6. Р. Ибраев «Махаббат пен кесапат»
7. О. Боранбаев «Дымың ішінде болсын»
8. Б. Джакиев «Судьба отца»
9. Е. Елубаев «Асар»
10. Р. Ыбыраева «Ғажайып қобдиша»
11. С. Қасымбек «Батыл көжектер»
12. О. Манджиев, Т.Теменов «Ырылдақ күшік»
13. Иран-Гайып «Аждаһаның әлегі»
14. Е. Аманшаев «Балкон»
15. С. Балгабаев «Ең алғашқы – Жаңа жыл»
16. Ю. Энтин, В.Ливанов «Бремен музыканттары»
17. «Шипалы шөп»
18. «Тойдан кейін»
19. «Баубек» и др.

## Основные роли на сцене
1. Н. Гоголь «Ревизор» -Хлестаков
2. Ү. Гаджыбеков «Аршын Мал Алан»-Велли
3. С. Жунисов «Өліара» – Шәлтік
4. С. Жунисов «Тұрымтайдай ұл еді» – хабаршы
5. С. Жунисов «Қызым саған айтамда» -Ұяң жігіт
6. М. Хасенов «Пай-пай, жас жұбайлар-ай!» – Есет
7. Э. Де Филиппон «Цилиндр» – Аттилио
8. Г. Мусрепов «Кыз Жибек» - Базарбай
9. Г. Мусрепов «Козы Корпеш - Баян Сулу» - Карабай
10. Г. Мусрепов «Акан Сери-Актокты» - Хазрат Науан
11. Ж. Мольер «Әлін білмеген әлек» – Клионт
12. С. Балгабаев «Казахский борьба» - Кудайберген
13. Н. Оразалин «Ночь со свечой» - Танат
14. М. Карим «Тастама отты, Прометей!» – Өкім
15. А. Вампилов «Сүйінші табылды, табылды!» – Сильва
16. А. Островский «Адам аласы ішінде» – Крутицкий
17. М. Ауезов «Ерте ояндым, есейдім» – Соқыр
18. Р. Отарбаев «Бейбарыс» – Хауан
19. С. Назарбекулы «Махамбет» – Гекке
20. Ф. Шиллер «Махаббат пен ғадауат» -Миллер
21. Ч. Айтматов «Теңіз жағалай жүгірген тарғыл төбет» – Старик Орган
22. Т. Ахтанов «АНТ» – Тауекелов

## Награды и звания
1. Заслуженный артист Казахской ССР (1987)
2. Медаль «20 лет независимости Республики Казахстан» (2011)
3. Орден «Курмет» (2013)
4. Медаль «25 лет независимости Республики Казахстан» (2016)